# خيط صيد

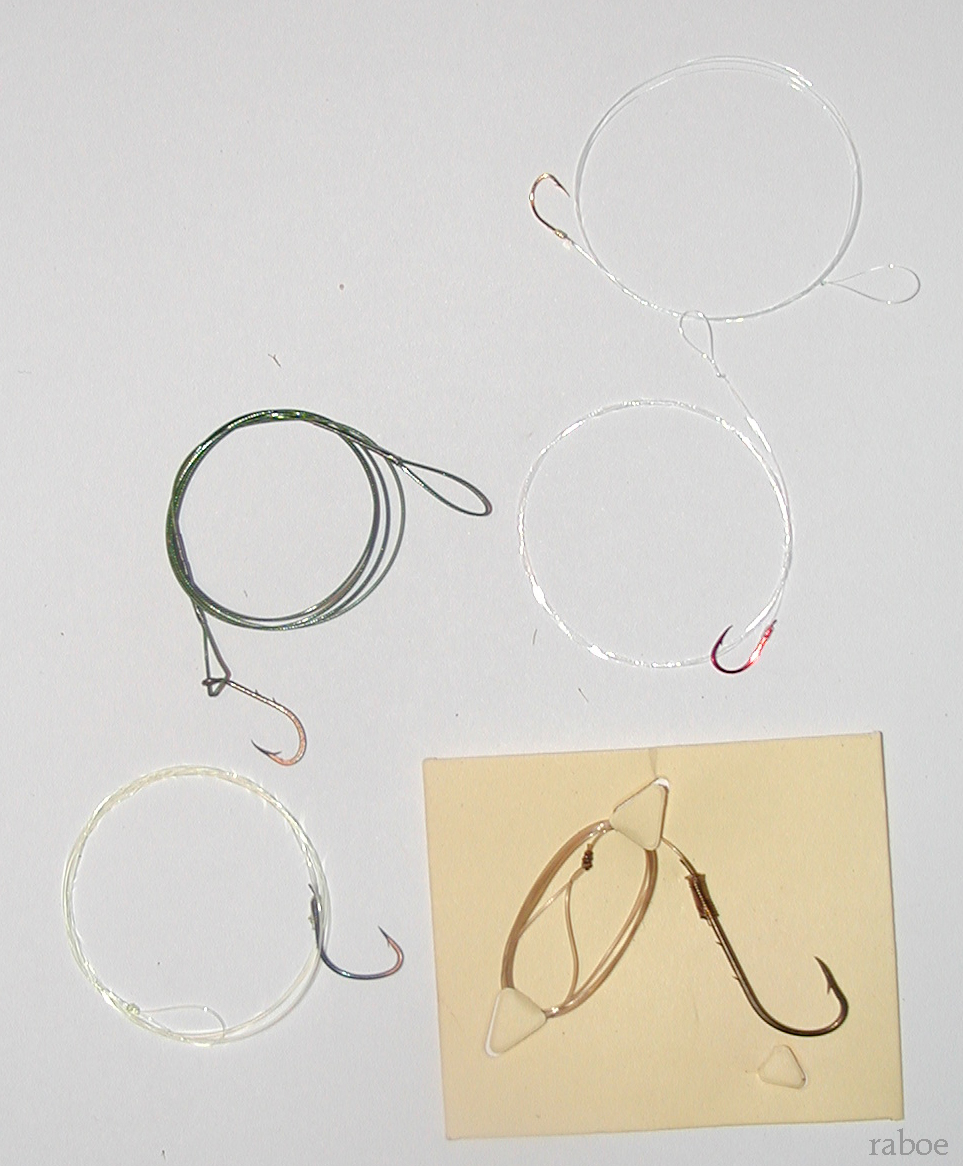
خيط صيد مع خطافات

خيط الصيد هو حبل يستخدم أو يصنع للصيد. تتشابه الخيوط بالعموم ولكن تختلف في المواد. ومن الخصائص المهمة لخيط الصيد الطول، المواد، الوزن. ومن العوامل الأخرى ذات الصلة ببيئات صيد مقاومة الأشعة فوق البنفسجية ومقاومة الرؤية. معظم الخطوط الحديثة مصنوعة الراي اللاسع الجاوي من النايلون، البوليمرات المجمرة، أو الحرير.   راي لاسع جاوي

## روابط خارجية
- خط الصيد: كيف يصنع ،
- خط الصيد: كيفية وضع الخيط على بكرة